# جون لجند
جون لجند (بالإنجليزية: John Legend)، ولد باسم جون روجر ستيفن، وُلِد في 28 ديسمبر 1978، هو مغني آر إن بي أمريكي ومُنتج ومُمثل ومُحب للخير. قبل إصدار ألبومه الأول بعنوان غِت لِفتد سنة 2004، عمل لجند مع فنانين قدامى، إذ غنى لصالح شركة غود ميوزك المملوكة لكانييه ويست. شارك لجند في عدة أغاني منها أغنية أنكور للمؤلف جي زي، وأنت لا تعرف اسمي للمؤلفة أليشا كيز، وهذا الطريق لفرقة ديليتد بيبل، وأناني لفرقة سلوم ڤيلج، وطريق مرتفع لفورت مينور، إضافةً إلى عزفه أغنية كل شيء هو كل شيء للورين هيل. سنة 2013، حازت أغنيتهُ أول أف مي المرتبة الأولى ضمن أفضل 100 أغنية، من ألبومه الرابع حُب في المستقبل.        
سنة 2007، تسلم لجند جائزة هول ديفيد الخاصة بالنجوم من كتاب قاعة المشاهير. فاز لجند بجائزة الأوسكار لأفضل أغنية أصلية إضافةً إلى فوزه بجائزة غولدن غلوب لمشاركته في كتابة أغنية المجد من فيلم سيلما. فاز جون أيضًا بجوائز غرامي. سنة 2017، تسلم جون جائزة توني إثر مشاركته في إنتاج مسرحية جيتني لمسرح برودواي. في 2018، شارك في تصوير مسلسل عيسى المسيح في مجال تطويع أوبرا الروك للمؤلفين أندريو لويد ويبر وتيم رايس. ثم ترشح لجائزة إيمي ممثلًا، وفاز بها مُنتِجًا، ما جعله واحدًا من 16 شخص أسمر فقط حصلوا على جائزة أوسكار أو إيمي. وقد بلغ ذلك الإنجاز في سن مبكرة.

## النشأة
وُلِد جون لجند في مدينة سبرينغفيلد بولاية أوهايو. وهو أحد 4 أطفال لفيليس ألين التي كانت تعمل خياطة، ورونالد لامار ستيفنز العامل في مصنع هارفست. كان والده قارعًا للطبول، وكانت أمه تغني في جوقة الكنيسة، وكانت جدته عازفة لدى الكنيسة أيضًا. في 2004، ذكر جون أن والديه انفصلا قبل أن يلتئم شملهما بعد 12 سنة من الطلاق. لم يكن جون طالبًا في المدرسة بل تعلم في المنزل، وكانت أمه تشرف على تعليمه. مارس جون في عمر الرابعة من عمره الغناء في الكنيسة. وبدأ العزف على البيانو في عمر السابعة.
في سن الثانية عشرة، درس لجند في مدرسة سبرينجفيلد نورث الثانوية، التي تخرج فيها بعد 4 سنوات في المرتبة الثانية في صفه. عُرض على لجند بعدها الانضمام لجامعة هارفارد إضافةً إلى منحة دراسية بجامعة جورج تاون وكلية مورهاوس، لكنه قرر في النهاية الالتحاق بجامعة بنسلفانيا.
خلال فترة دراسته الجامعية، عمل لجند رئيسًا ومشرفًا لموسيقى الجاز في مجموعة كابيلا. وكان هو الصوت المغني الرئيسي في أغنية جوان أوزبورن: ون أوف أس، التي كتب كلماتها زميله بن إيريك بازيليان أحد أعضاء فرقة الأبواق، ونال لجند إشادة النقاد، وكانت الأغنية ضمن قائمة أفضل الأغنيات لعام 1998. كان لجند أيضًا عضوًا في جمعية كبار فينكس وجمعية أونيكس الشرفية العليا. في فترة دراسته الجامعية، قدمه صديق مشترك للمغنية لورين هيل، التي وظفته لعزف أغنية كل شيء هو كل شيء على البيانو، حصل لجند على درجة الامتياز في دراسات اللغة الإنجليزية في تخصص الأدب الأمريكي الأفريقي سنة 1999.

## مهنته

### بدايات عمله
بعد التخرج في الجامعة، عمل جون مستشارًا إداريًا وبدأ بإنتاج وكتابة وتسجيل أغانيه الخاصة. أصدر جون ألبومين مستقلين عامي 2000 و2001، وبدأ يرسل أعماله إلى شركات الإنتاج المختلفة.
سنة 2001، قدم ديفو سبرينغستين جون إلى المغني والكاتب كاني وست، فنان هيب هوب الصاعد، الذي عين لجند مغنيًا في فرقته. حيث التقى بالمغني جي آيفي الذي أعجب بصوته الذي يشبه أصوات المدرسة القديمة من المغنين، ودعاه بالأسطورة (Legend)، ومن هنا اكتسب الاسم.

### الصعود (2004-2007)
أصدر لجند أول ألبوماته غت لفتد في ديسمبر 2004، من إنتاج كانيه وست، وديڤ دوزير وويل أي آم، الذي احتل المرتبة السابعة ضمن أفضل 200 ألبوم، وباع 116 ألف نسخة في الأسبوع الأول فقط. وبلغت المبيعات 540 ألف نسخة في الولايات المتحدة، وحصل لذلك على الجائزة الذهبية من رابطة صناعة التسجيلات الأمريكية. حقق لجند نجاحًا عالميًا، إذ حصل ألبومه الأول على المرتبة الأولى في النرويج، وكان من ضمن أفضل 10 في هولندا والسويد، وباع نحو 850 ألف نسخة حول العالم. سنة 2006، حاز لجند على إشادة النقاد، وفاز ألبومه بجائزة غرامي لأفضل أغاني R&B، تضمن الألبوم 4 أغاني مفردة، من ضمنها الأغنية الرئيسية اعتدتُ أن أحِبك، التي دخلت قائمة أفضل 30 أغنية منفردة في نيوزيلندا والمملكة المتحدة. شارك لجند أيضًا في كتابة أغنية أُريدك للمغنية جانيت جاكسون، التي حصلت على الجائزة البلاتينية وترشحت لجائزة غرامي.
في السنوات التالية شارك لجند في عدة ألبومات، إذ اشترك مع فورت مينور، وسيرجيو مينديز، وجي. زي، وجي. بليج، ومستكرفت، وجيمستري وفيرغي وآخرين. عمل جون مع المغني مايكل جاكسون حول ألبوم مستقبلي وكتب نصوص أغانيه لاحقًا. في أغسطس 2006، ظهر لجند في حلقة من مسلسل شارع سمسم. أدى بعدها أغنية بعنوان إنه لشعور جيد عندما تُغني بالاشتراك مع هوتس ذا أول. شارك أيضًا في العرض السابق للعبة سوبر بول إكس إل في مدينة ديترويت، وأيضًا في النصف الثاني من مباراة في الدوري الأمريكي لكرة السلة أول ستارز غيم.
في أكتوبر 2006، أطلق لجند ألبومه الثاني. شارك لجند في كتابة وإنتاج معظم أغاني الألبوم، بالاشتراك مع وست وويل أي آم، إضافةً إلى العمل مع مغنين آخرين منهم رافييل صادق، وكريغ ستريت، وسارا، وإريك هدسون، وديفو سبرنغستين، وديف توزر، وأڤين. حقق الألبوم نجاحًا تجاريًا كبيرًا، واحتل المرتبة الثالثة ضمن أفضل 100، والمركز الأول ضمن أفضل ألبومات هيب هوب وآر أند بي. حصل على الجائزة البلاتينية من رابطة صناع الأغاني الأمريكية، والجائزة الذهبية في كل من إيطاليا وهولندا والمملكة المتحدة. وحصل عام 2007 على جائزة غرامي لأفضل أداء صوتي للرجال لأغنية آر أند بي عن أغنية هيفن. نال لجند جائزة غرامي أخرى في نفس السنة عن أغنية فاميلي أفير، بالاشتراك مع كل من سلاي وذا فاميلي ستون وجوس ستون.[بحاجة لمصدر]

## أعماله الخيرية
عرّف ليجيند نفسه كمناصر للمرأة قائلاً «يجب على جميع الرجال مناصرة المرأة، فلو أهتم الرجال بحقوق المرأة سيصبح العالم مكاناً أفضل».

## أبرز الأعمال الموسيقية

### ألبومات الإستوديو
- 2004: Get Lifted
- 2006: Once Again

### الألبومات المباشرة
قد كتب اغاني عن حبيبة السابقه مها وقد نحج الألبوم
- 2001: Live at Jimmy's Uptown
- 2002: Live at SOB's
- 2003: Solo Sessions Vol. 1: Live at the Knitting Factory

## وصلات خارجية
- جون لجند على موقع IMDb (الإنجليزية)
- جون لجند على موقع الموسوعة البريطانية (الإنجليزية)
- جون لجند على موقع روتن توميتوز (الإنجليزية)
- جون لجند على موقع ألو سيني (الفرنسية)
- جون لجند على موقع ميوزك برينز (الإنجليزية)
- جون لجند على موقع رولينغ ستون (الإنجليزية)
- جون لجند على موقع أول موفي (الإنجليزية)
- جون لجند على موقع قاعدة بيانات برودواي على الإنترنت (الإنجليزية)
- جون لجند على موقع قاعدة بيانات الأفلام السويدية (السويدية)
- جون لجند على موقع إن إن دي بي (الإنجليزية)
- الموقع الرسمي